# Minde (Einheit)
Minde war ein sächsisches Schiffermaß. Das Maß gab den Tiefgang von Floßholz an. So waren 150 Stämme 4 Minden tief im Wasser floßfertig.
- 1 Minde = 4 Zoll = 0,023 Meter[2]= 0,092 Meter (errechn.)
- 1 Minde = 9 Zoll[1]